# Abbesses (métro de Paris)
Pour les articles homonymes, voir Abbesse (homonymie).
Abbesses est une station de la ligne 12 du métro de Paris, située dans le 18e arrondissement de Paris.

## Situation
La station se trouve au sud-ouest du quartier de Clignancourt à sa limite administrative avec le quartier des Grandes-Carrières. Elle est implantée sous la place des Abbesses et orientée approximativement nord-sud, selon l'axe du square Jehan-Rictus. Établie en palier, elle s'intercale entre les stations Lamarck - Caulaincourt et Pigalle, cette dernière lui étant géographiquement assez proche.
Sur cette section de la ligne 12, le tunnel se développe en tréfond des immeubles de la butte Montmartre avec une forte rampe de 4 %, à proximité d'anciennes carrières de gypse. En raison du dénivelé en surface, les quais de la station sont situés à −36 m sous la surface, ce qui en faisait historiquement la plus profonde station du métro de Paris, jusqu'à la mise en service de la station Villejuif - Gustave Roussy en janvier 2025, sur le prolongement de la ligne 14 vers Aéroport d'Orly. Abbesses demeure néanmoins la station de métro la plus profonde de Paris intra-muros.

## Histoire
La station est ouverte le 30 janvier 1913, soit près de trois mois après l'inauguration du deuxième prolongement de la ligne A de la Société du chemin de fer électrique souterrain Nord-Sud de Paris (dite Nord-Sud), depuis le terminus provisoire de Pigalle jusqu'à Jules Joffrin. Cette extension fut décidée par le conseil municipal du 3 juillet 1905 sur proposition d'Édouard Ballière, et déclarée d'utilité publique par la loi du 10 avril 1908 votée sur proposition de Louis Barthou. Jusqu'à l'achèvement de la station, les rames de métro la traversaient sans y marquer l'arrêt.
Elle doit sa dénomination à son implantation sous la place des Abbesses, laquelle fait référence aux dirigeantes de l'abbaye des Dames de Montmartre, figures du quartier à l'époque, et dont plusieurs ont des rues à leur nom dans les 9e et 18e arrondissements, comme Marguerite de Rochechouart, Louise-Émilie de La Tour d'Auvergne, Catherine de La Rochefoucauld ou Marie-Éléonore de Bellefond.
Sur le plan RATP de la ligne 12, la station porte comme sous-titre Butte Montmartre du nom de la colline sous laquelle elle se situe. Ce sous-titre est cependant absent des quais de la station, les inscriptions sur la faïence de style « Nord-Sud » s'y prêtant mal.
Le 27 mars 1931, la ligne A devient l'actuelle ligne 12 du métro à la suite de l'absorption de la société du Nord-Sud le 1er janvier 1930 par sa concurrente, la Compagnie du chemin de fer métropolitain de Paris (dite CMP), qui gère la concession de l'essentiel des autres lignes du réseau.
Comme l'ensemble des points d'arrêt de la ligne 12 de 1959 à 1960, les quais sont modernisés par la mise en place d'un carrossage métallique sur les piédroits, doté de montants horizontaux de couleur vert d'eau et de cadres publicitaires dorés, éclairés par le haut. Ce modèle d'aménagement, alors largement déployé sur le réseau en tant que moyen de rénover les stations rapidement et à moindre coût, voit ses lambris métalliques repeints en bleu dans les années 1990, tandis que les bancs initiaux laissent place à des banquettes « assis-debout » ainsi qu'à des sièges « Motte », de couleur bleue également afin de s'harmoniser avec la nouvelle teinte des montants horizontaux.
Dans le cadre du programme « Renouveau du métro » de la RATP, les couloirs de la station sont rénovés le 12 décembre 2006, tandis que le carrossage des quais est déposé en urgence la même année en raison d'infiltrations d'eau majeures. La décoration d'origine en céramique, dans le style caractéristique de l'ancien réseau Nord-Sud, est restituée à l'identique en 2007.

Anciens aménagements de la station
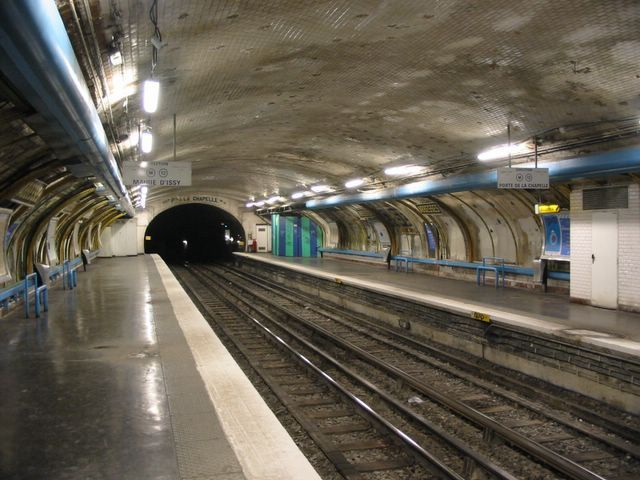
Les quais en février 2006, lors des travaux de dépose du carrossage publicitaire.
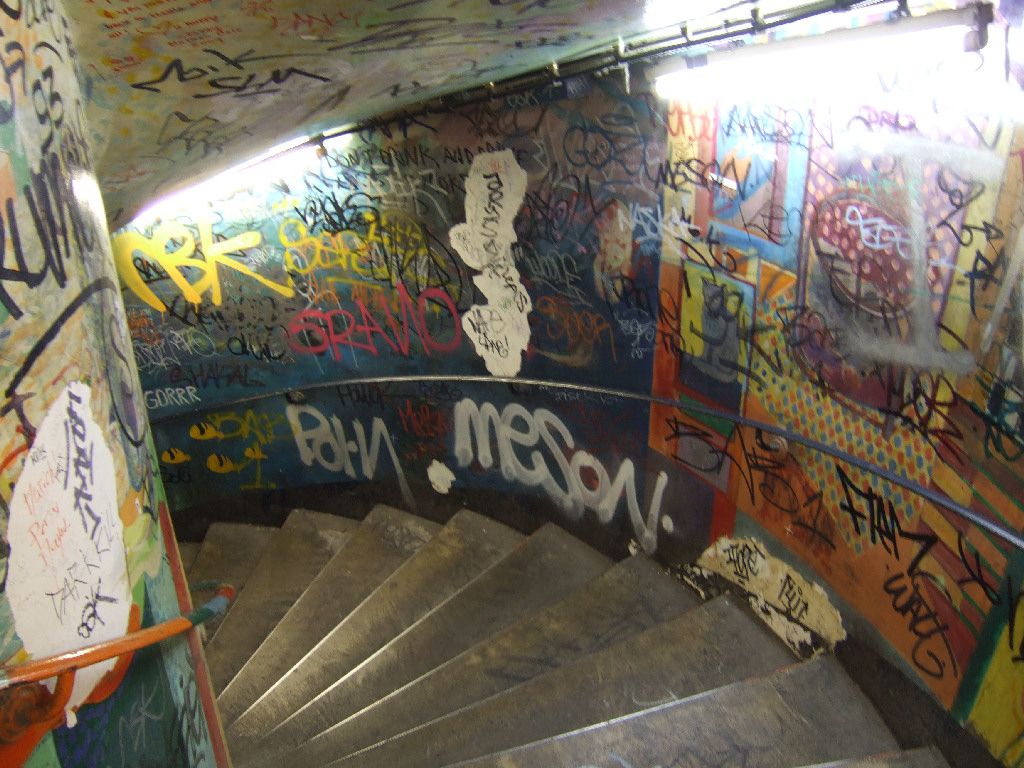
Les escaliers d'accès aux quais, recouverts de graffitis avant leur rénovation.

## Services aux voyageurs

### Accès

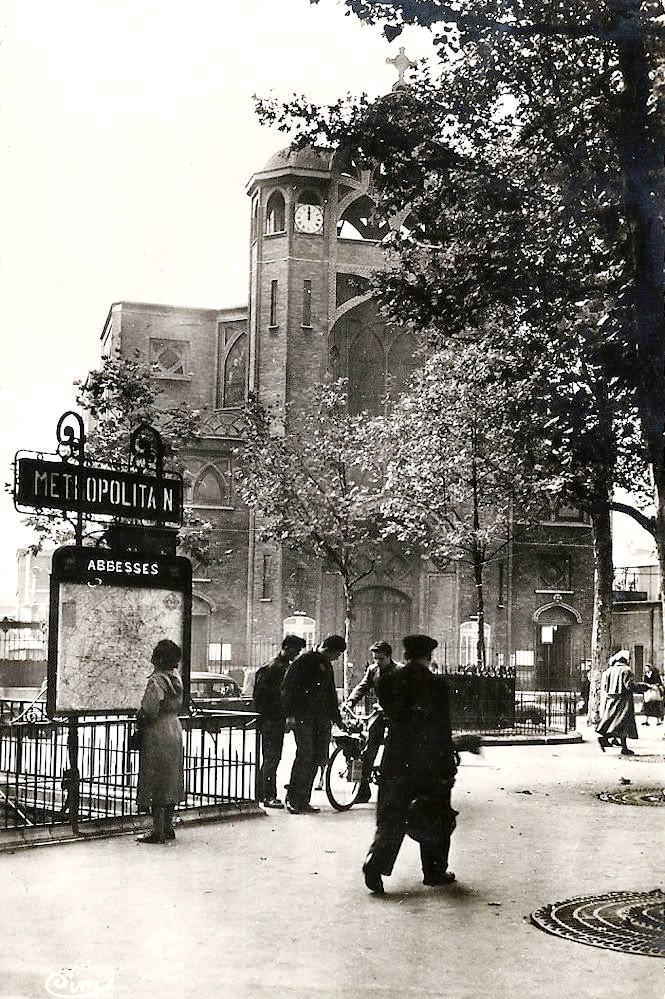
L'entrée de la station en 1949, avant l'installation de l'édicule Guimard.

La station dispose d'un unique accès intitulé « Place des Abbesses », débouchant sur le terre-plein central de la place précitée, au droit du no 2 de la rue La Vieuville, ayant conservé ses décorations d'origine sur les murs d'échiffe. Constitué d'un escalier fixe, il est orné d'un édicule Guimard coiffé d'une verrière surnommée « libellule ».
Cet entourage était présent à l'origine à la station Hôtel de Ville (accès no 6, situé sur la rue de Lobau), et remonté à son emplacement actuel en 1974 en raison de la création d'un parking souterrain attenant à l'hôtel de ville de Paris. Sa présence sur une station de l'ancienne société du Nord-Sud constitue un contre-sens historique, car cette dernière n'avait pas fait appel à Hector Guimard pour décorer ses stations, dont les accès étaient habituellement agrémentés de balustrades plus sobres en fer forgé rythmées de piliers en céramique. Cette particularité est rappelée par une plaque à l'entrée. Initialement protégé au titre des monuments historiques par un arrêté du 27 juillet 1965, l'édicule fait l'objet d'une seconde inscription par l'arrêté du 29 mai 1978, protection renouvelée le 12 février 2016.

Accès à la station
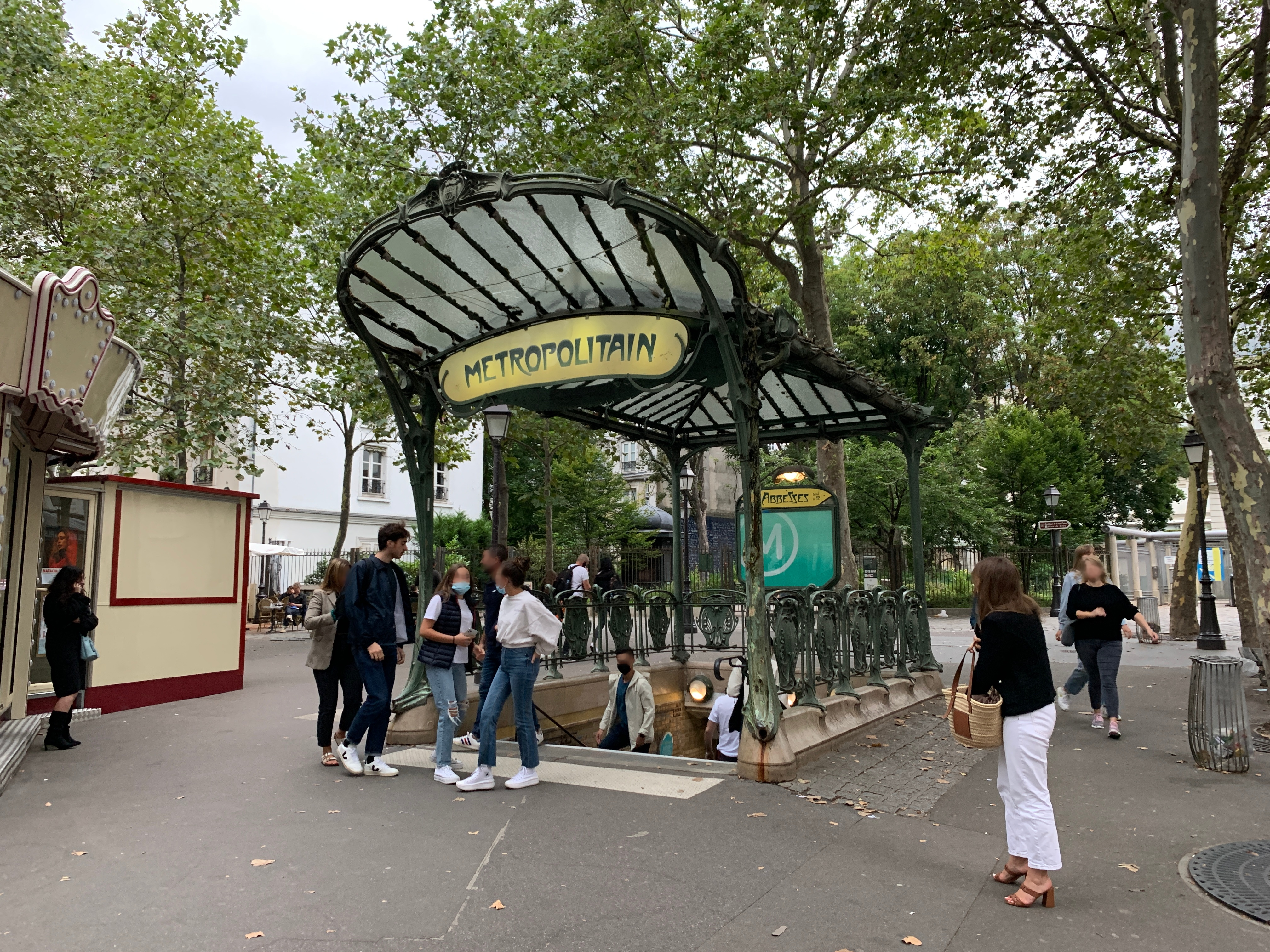
L'unique entrée de la station avec son édicule Guimard.
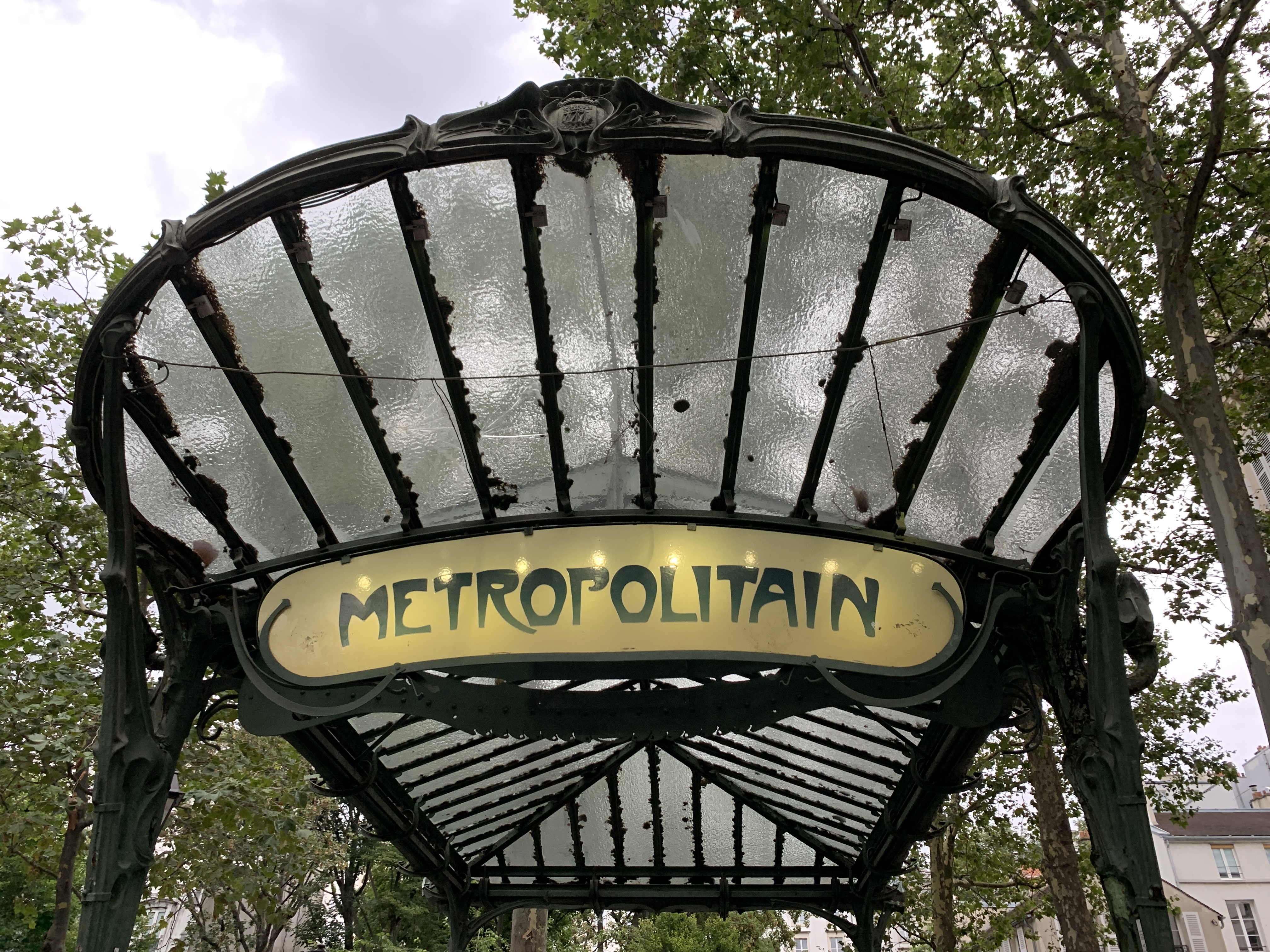
Détail de la verrière coiffant l'édicule, dite « libellule ».
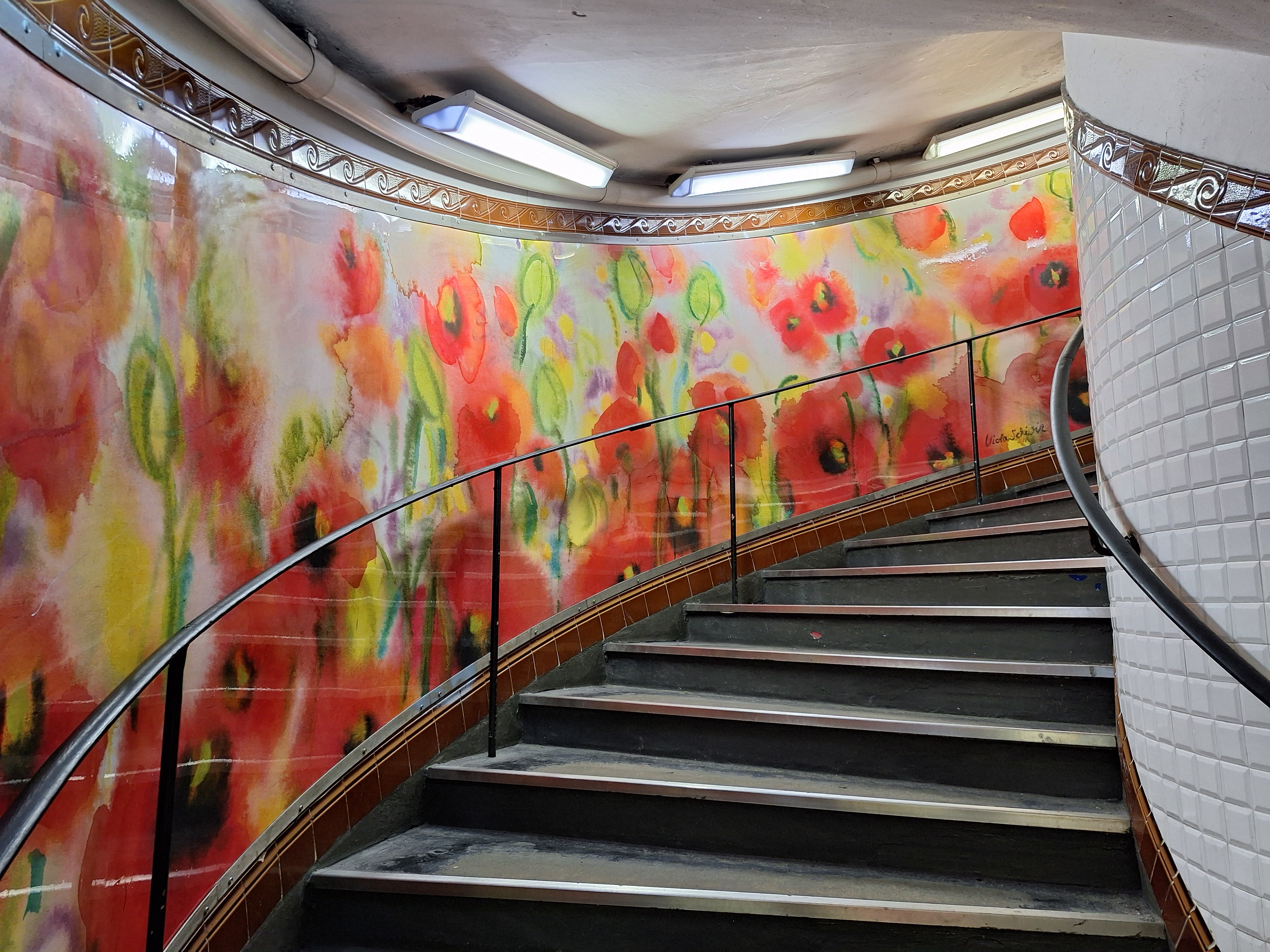
Vue d'un escalier reliant les quais au hall d'accueil.

Compte tenu de l'importante profondeur de la station, l'accès aux quais depuis la salle de distribution s'effectue au moyen d'une paire d'ascenseurs ou de deux séries d'escaliers comportant 176 marches, imbriqués en colimaçon afin de dissocier les flux entrants et sortants, selon une disposition que l'on retrouve également à la station suivante de la ligne, Lamarck - Caulaincourt. Ces escaliers étaient auparavant décorés de fresques murales, vandalisées au cours du temps. À la suite de la rénovation de la station en 2006, celles-ci sont remplacées par de nouvelles œuvres picturales : une fresque des artistes de l'association Paris-Montmartre, ainsi que des photographies de l'artiste français Jacques Habbas évoquant la butte Montmartre.

### Quais
Abbesses est une station de configuration standard pour le métro de Paris : elle possède deux quais, d'une longueur conventionnelle de 75 mètres, séparés par les voies du métro situées au centre et la voûte est semi-elliptique, forme spécifique aux anciennes stations du réseau Nord-Sud, dont la partie inférieure des piédroits était verticale et non courbée comme dans les stations de sa concurrente, la CMP. Les quais se situent à 36 mètres sous le niveau du sol, ce qui en fait la station la plus profonde du métro de Paris. Pour les mêmes raisons, ils sont établis selon un profil spécial caractérisé par une voûte surbaissée afin de supporter la pression considérable du gypse. Cette dernière particularité se retrouve à la station suivante sur la même ligne : Lamarck - Caulaincourt, également enfouie à grande profondeur sous la butte Montmartre.
La décoration en céramique reprend le style caractéristique du « Nord-Sud » d'origine, de couleur marron comme il en est d'usage dans les stations sans correspondance, selon les codes graphiques de cette ancienne compagnie. Cette teinte s'applique aux cadres publicitaires et aux entourages du nom de la station, en faïence avec des motifs végétaux et lettres « NS » entrelacées en relief, ainsi qu'aux dessins géométriques en carreaux biseautés sur les piédroits et la voûte. Le nom de la station est incorporé dans la céramique murale en blanc sur fond bleu, de petite taille au-dessus des publicités et de très grande taille entre celles-ci, tandis que les anciennes directions de la ligne (Porte de la Chapelle au nord et Porte de Versailles au sud) sont inscrites la faïence des tympans, au-dessus de l'entrée des tunnels. Ces ornements sont mariés avec les traditionnels carreaux en céramique blancs biseautés du métro de Paris, lesquels recouvrent les piédroits, la voûte ainsi que les tympans. L'éclairage est assuré par deux bandeaux-tubes suspendus et les sièges, disposés au droit des faïences nominatives de grand format, sont de style « Akiko » de couleur jaune.
À l'exception de la teinte des assises, cette décoration est totalement identique à celle des stations suivantes de la ligne 12, Lamarck - Caulaincourt et Jules Joffrin. Depuis le printemps 2025, les voies sont séparées par des barrières anti-franchissement, également déployées aux deux stations précitées ainsi qu'à Marcadet - Poissonniers, afin de limiter les intrusions illicites de personnes, récurrentes sur ce tronçon au nord de la ligne.

Quais de la station
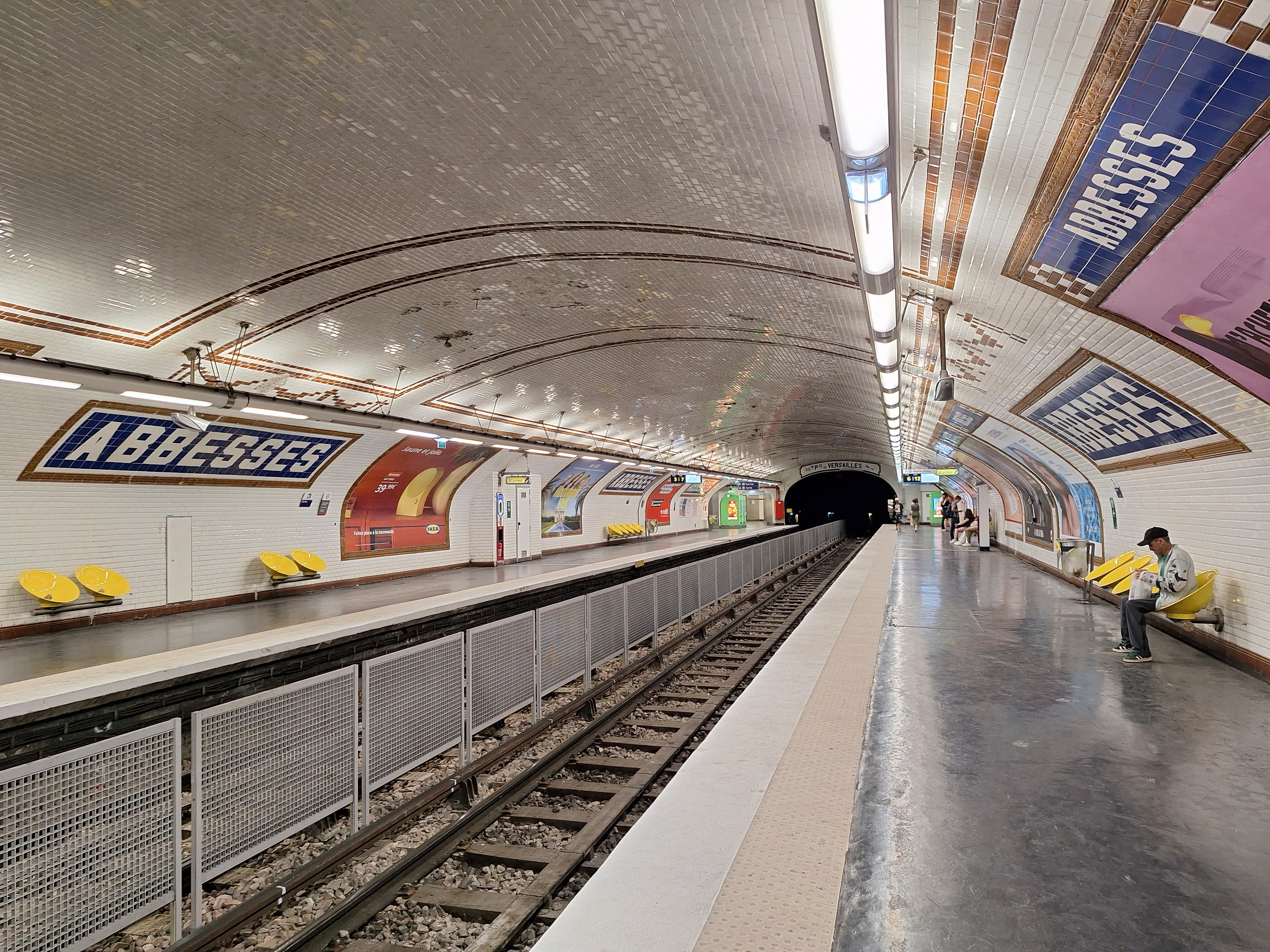
Vue d'ensemble des quais en direction de Mairie d'Issy.
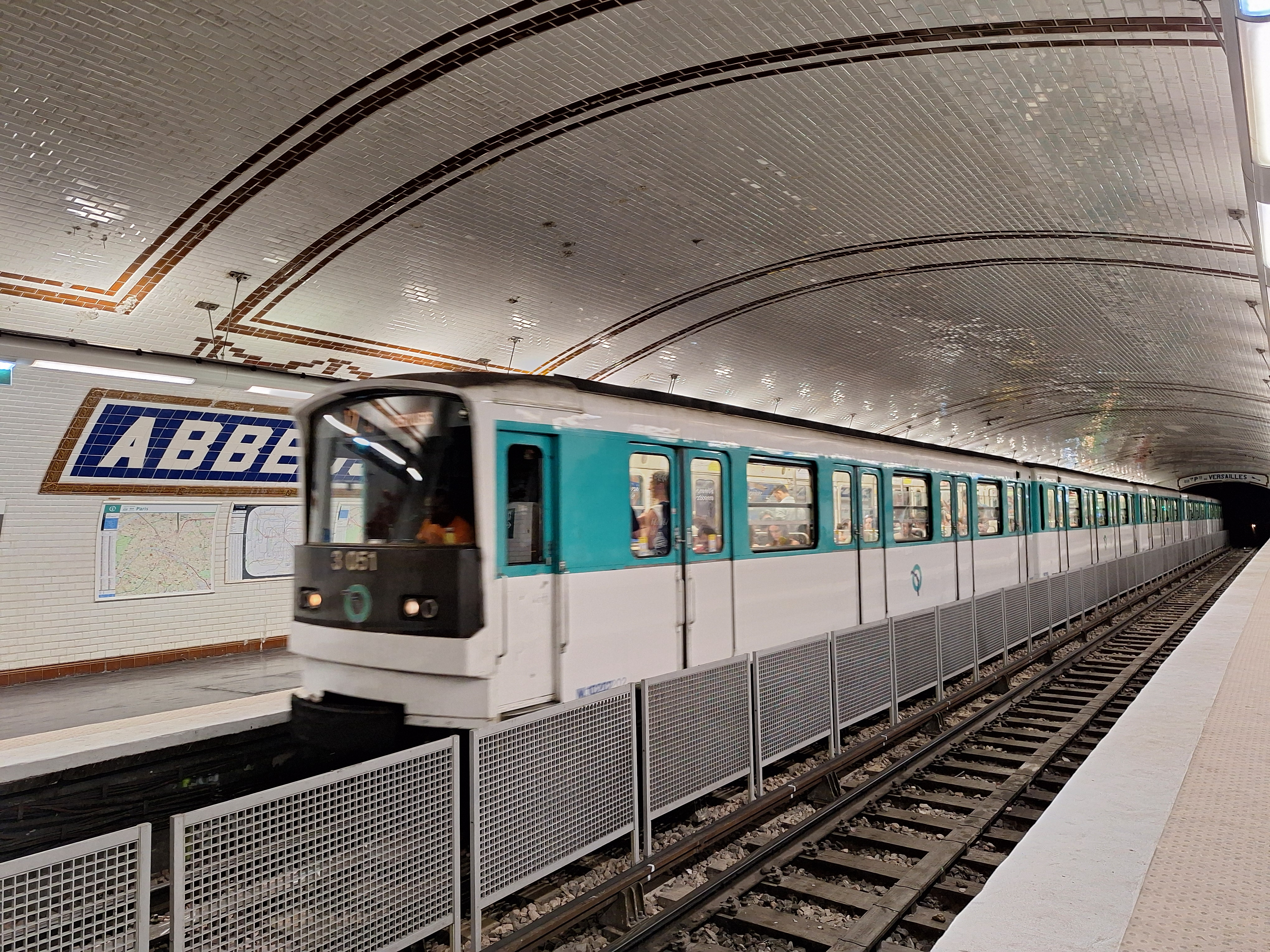
Arrivée d'une rame MF 67 pour Mairie d'Aubervilliers.
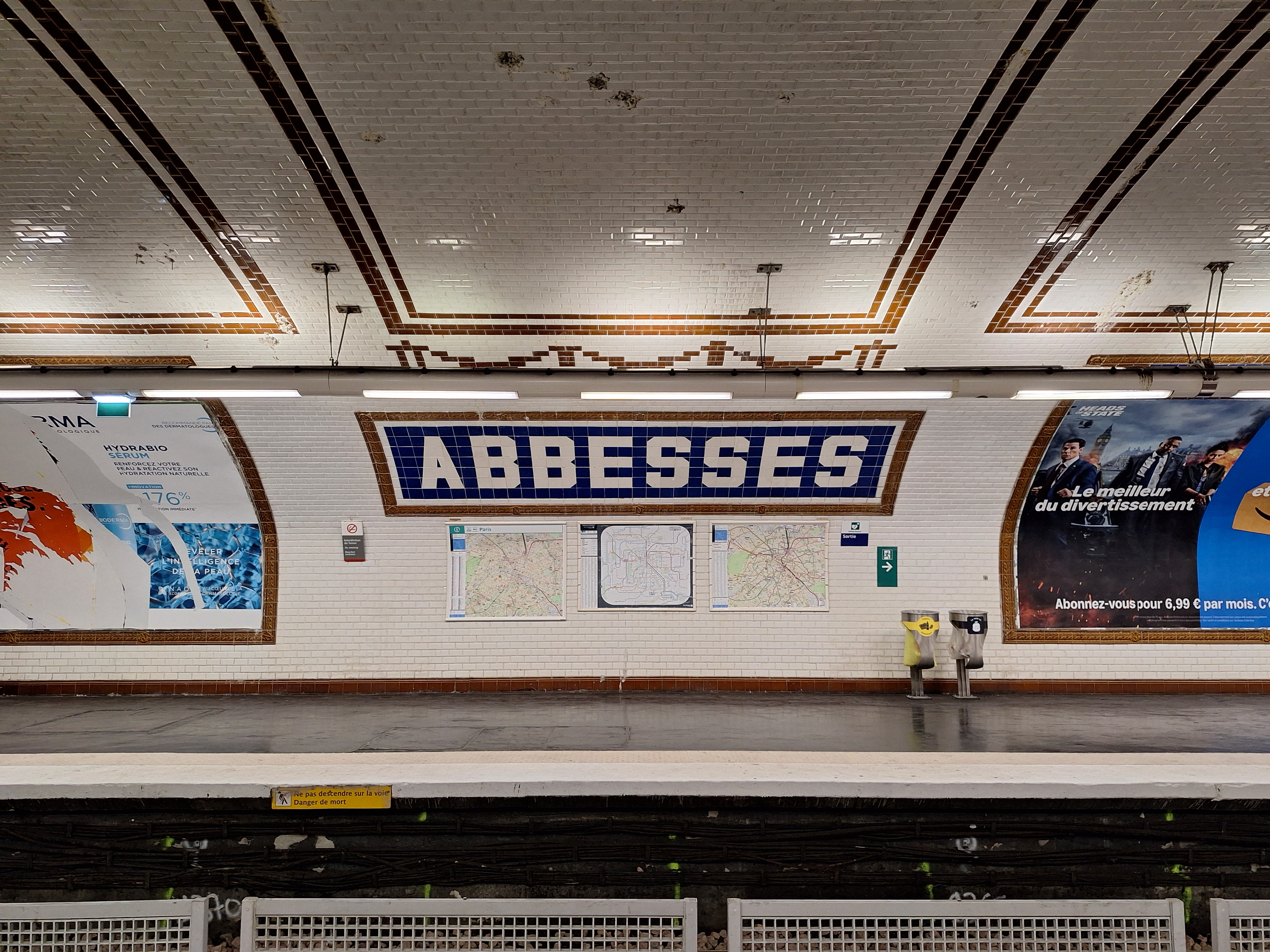
Décor en faïence incorporant le nom de la station.

### Intermodalité
La station est desservie par la ligne 40 (ex-Montmartrobus) du réseau de bus RATP, qui est la seule à traverser la butte Montmartre.
En empruntant la rue Yvonne-Le-Tac, une correspondance à distance est possible avec la gare basse du funiculaire de Montmartre, également accessible depuis la station Anvers sur la ligne 2, toujours par la voirie.

## Fréquentation
Nombre de voyageurs entrés à cette station :
| Année                      | 2013      | 2014      | 2015      | 2016      | 2017      | 2018      | 2019      | 2020    | 2021      |
| -------------------------- | --------- | --------- | --------- | --------- | --------- | --------- | --------- | ------- | --------- |
| Nombre de voyageurs par an | 2 588 279 | 2 555 092 | 2 417 881 | 2 276 012 | 2 188 257 | 2 450 498 | 2 349 588 | 854 658 | 1 513 884 |
| Rang                       | 212e      | 212e      | 215e      | 231e      | 240e      | 221e      | 220e      | 260e    | 232e      |
| Nombre de stations         | 302       | 302       | 302       | 302       | 302       | 302       | 302       | 304     | 304       |

## À proximité
- Versant sud de la butte Montmartre
- Église Saint-Jean de Montmartre
- Mur des je t'aime
- Square Jehan-Rictus
- Jardin des Abbesses
- Théâtre des Abbesses
- Théâtre de la Manufacture des Abbesses
- Bateau-Lavoir
- Jardin Louise-Weber-dite-La-Goulue
- Théâtre Montmartre-Galabru
- Moulin de la Galette
- Dalí Paris
- Place du Tertre
- À la Mère Catherine
- Église Saint-Pierre de Montmartre
- Cimetière du Calvaire
- Basilique du Sacré-Cœur de Montmartre
- Réservoirs de Montmartre
- Square Nadar
- Square Louise-Michel

## Culture
- Le groupe Birdy Nam Nam a composé en 2005 un morceau nommé Abbesses.
- Le groupe de rap Sexion d'assaut a tourné certaines scènes d'un de ses clips (Les Chroniques du 75) dans la station.
- Elle a servi de lieu de tournage pour les films Le Fabuleux Destin d'Amélie Poulain de Jean-Pierre Jeunet[15] et Le Locataire de Roman Polanski[16].